# Takayoshi Kanō
Takayoshi Kanō (japanisch 加納 隆至 Kanō Takayoshi; * 16. März 1938) ist ein japanischer Primatologe und Ethnologe.

## Leben
Kanō studierte an der Universität von Kyōto und promovierte 1935 in Ethnologie.
Außerdem war er Professor an der Universität Ryūkyū. Er ist bekannt für seine Forschungen über die Verhaltensweisen von Schimpansen in freier Wildbahn. Er führte die ersten Langzeitbeobachtungen dieser Primatenart in ihrem natürlichen Lebensraum durch und veröffentlichte seine Ergebnisse in mehreren Büchern und Artikeln. Seine Arbeiten trugen wesentlich dazu bei, dass Schimpansen als hochintelligente und komplex soziale Wesen anerkannt werden. Kanō war auch ein Pionier in der Anwendung ethnologischer Methoden in der Primatologie und setzte sich für den Schutz der natürlichen Lebensräume von Primaten ein. Seine wichtigsten Veröffentlichungen sind "The Social Group of Wild Chimpanzees in the Mahale Mountains" (1976) und "A Field Study on Chimpanzees in the Mahale Mountains National Park, Tanzania" (1982).
Takayoshi Kanō gilt als einer der bedeutendsten Primatologen des 20. Jahrhunderts und seine Arbeiten haben maßgeblich zur Erforschung des Verhaltens von Schimpansen und anderen Primaten beigetragen.